# دونگا ورژینا
دونگا ورژینا (به صربی: Donja Vrežina) یک منطقهٔ مسکونی در صربستان است که در Pantelej واقع شده‌است. دونگا ورژینا ۶٬۷۵۸ نفر جمعیت دارد.